# Producent rolny
Producent rolny - istnieje kilka definicji producenta rolnego. Według definicji uproszczonej producentem rolnym jest wytwórca produktów rolnych. Bardziej szczegółową definicję zawierają rozwiązania prawne dotyczące polityki strukturalnej Wspólnot Europejskich.

## Grupy producentów rolnych
Ich istnienie reguluje ustawa o grupach producentów rolnych i ich związkach z 15 września 2000 roku. Grupy producentów rolnych mogą tworzyć osoby fizyczne, osoby prawne i jednostki organizacyjne nieposiadające osobowości prawnej. Podmioty te muszą prowadzić gospodarstwo rolne w rozumieniu przepisów o podatku rolnym lub prowadzić działalność rolniczą w zakresie działów specjalnych produkcji rolnej.
Grupa producentów rolnych, aby prowadzić działalność jako przedsiębiorca, musi spełnić następujące przesłanki podmiotowe:
- być utworzona przez producentów jednego produktu rolnego lub grupy produktów,
- działać na podstawie umowy lub statutu ("aktu założycielskiego"),
- składać się z członków, udziałowców lub akcjonariuszy - żaden z nich nie może mieć więcej niż 20% głosów na walnym zgromadzeniu lub zgromadzeniu wspólników,
- określić obowiązujące członków grupy zasady produkcji,
- przychody ze sprzedaży produktów (grup produktów) wytworzonych w gospodarstwach członków grupy mają stanowić więcej niż połowę przychodów grupy ze sprzedaży produktów lub grup produktów, dla których grupa została stworzona.

Wniosek o wydanie decyzji administracyjnej dotyczącej rejestracji grupy producentów rolnych składa się do marszałka województwa właściwego ze względu na siedzibę gminy. Od decyzji marszałka przysługuje odwołanie do ministra właściwego do spraw rolnictwa. Marszałek jest także organem nadzorczym grup producentów rolnych: przeprowadza kontrolę w zakresie spełniania przez grupę warunków zawartych w ustawie, przyjmuje roczne sprawozdania finansowe grup oraz wydaje decyzje administracyjne o stwierdzeniu zaprzestania spełniania warunków ustawowych i skreśleniu grupy z rejestru grup producentów rolnych.

## Związki grup producentów rolnych
Grupy producentów rolnych jednego produktu lub grupy produktów, jeżeli nie są członkami innego związku grup producentów rolnych tych samych produktów lub grupy produktów rolnych, mogą stworzyć związek grupy producentów rolnych. Wniosek o rejestrację takiej grupy składa się do ministra właściwego do spraw rolnictwa.